# Pallacanestro alla XXI Universiade - Torneo maschile
Il Torneo di pallacanestro maschile della XXI Universiade si è svolto a Pechino, Cina, nel 2001.

## Classifica
| -       | Paese       | Formazione |
| ------- | ----------- | --- |
| Oro     | Jugoslavia  | Jugoslavia universitaria4 Aškrabić, 5 Avdalović, 6 Čakić, 7 Nađfeji, 8 Popović, 9 Smiljanić, 10 Stanojević, 11 Tica, 12 Tošić, 13 Vučinić, 14 Vujanić, 15 Zoroski, |
| Argento | Cina        | Ke C · Feng · Shiqiang · Jian · Bateer · ke M · Zhizhi · Ming · Junkai · Cheng · Jinsong · Fangyu · All.: Wang Fei                                                 |
| Bronzo  | Stati Uniti | Stati Uniti4 Dickau, 5 Barrett, 6 Greer, 7 Barron, 8 Barbour, 9 Dixon, 10 Owens, 11 Reed, 12 Smith, 13 Baxter, 14 Mason, 15 Ely, All. Jerry Dunn                   |